# 開天節
開天節（かいてんせつ、ケチョンチョル）は、大韓民国の公休日で毎年10月3日である。「三一節」「制憲節」「光復節」「ハングルの日」とならび、「国慶日（국경일）」と呼ばれる5つの祝日のひとつ。

## 由来
開天節は、紀元後13世紀以降に記録された檀君神話に基づく、檀君が即位して檀君朝鮮を建国したことを記念し、天に感謝する日とされている。即位年は、ソースによって一定しないが、中国の伝説上の帝王堯の在位に基づいて紀元前2333年と算出することが、現代韓国では一般的になっている。もっとも、「開天節」は桓雄が紀元前2457年に白頭山の神檀樹に天下ったことを意味するという新しい民族主義的主張も一部にある。

## 歴史
開天節の起源は非常に新しい。古い文献は檀君の即位日に言及していない。もともと旧暦10月は朝鮮では新しい穀物を神に捧げて感謝する月であったが、1900年、檀君を信仰する新宗教・大倧教（だいそうきょう）の羅喆（弘巌大宗師）が旧暦10月3日を開天節として祝うようになった。韓国併合後、檀君は朝鮮民族の心のよりどころとなり、上海の大韓民国臨時政府も旧暦10月3日を慶祝日としてきた。大韓民国建国後の1949年、開天節は太陽暦10月3日に変更された上で、建国後最初に定められた四つの国慶日（祝日）の一つとなった。
李栄薫は、韓国の民族主義と開天節の関係を以下のように述べている。 